# Лиоттель, Робер
Робер Жюстав Эдуар Лиоттель (фр. Robert Gustave Édouard Liottel, 23 сентября 1885 — 23 апреля 1968) — французский фехтовальщик-шпажист, олимпийский чемпион, призёр чемпионата мира.

## Биография
Родился в 1885 году в Ромийи-сюр-Сене. В 1922 году принял участие в прошедшем в Париже Международном турнире по фехтованию, где стал серебряным призёром в первенстве на шпагах (в 1937 году этот турнир был задним числом признан чемпионатом мира). В 1924 году на Олимпийских играх в Париже завоевал золотую медаль в командном первенстве на шпагах.